# Фемарн-бельт
54°34′54″ пн. ш. 11°19′08″ сх. д. / 54.5816° пн. ш. 11.31899° сх. д.
Фемарн-бельт (дан. Femern Bælt; ниж.-нім. Femernbelt) — протока, що з'єднує Кільську та Мекленбурзьку затоку в західній частині Балтійського моря між німецьким островом Фемарн і данським островом Лолланн. Пороми компанії Scandlines курсують через протоку між німецьким островом Фемарн з данським островом Лолланн.
Протока має ширину 18 км і глибину 20—30 м. Течія в протоці слабка і переважно залежить від вітру.

## Тунель
Занурений тунель, що будується та має сполучити німецький острів Фемарн (Fehmarn) з данським островом Лолланн, що має перетнути 18-кілометрову протоку Фемарн-бельт Балтійського моря.